# 1972년 동계 올림픽
1972년 동계 올림픽(영어: 1972 Winter Olympics, XI Olympic Winter Games, 일본어: 1972年冬季オリンピック)은 1972년 2월 3일부터 2월 13일까지 일본 홋카이도 삿포로에서 개최된 제11회 동계 올림픽이다.

## 개최지 선정
1966년 4월 26일, 이탈리아 로마에서 열린 IOC 총회에서 일본 삿포로로 결정되었다. 
| 후보 시        | NOC    | 투표 |
| 삿포로         | 일본   | 32   |
| 밴프           | 캐나다 | 16   |
| 라흐티         | 핀란드 | 7    |
| 솔트레이크시티 | 미국   | 7    |

## 참가국
1972년 동계 올림픽에는 다음 35개 나라 올림픽 위원회에서 선수단을 파견했다. 타이완, 필리핀 2개국이 처음으로 동계 올림픽에 참가했다.
| \| - 아르헨티나 (2) - 오스트레일리아 (4) - 오스트리아 (48) - 벨기에 (1) - 불가리아 (5) - 캐나다 (54) - 중화민국 (10) - 체코슬로바키아 (44) - 핀란드 (53) - 프랑스 (43) - 동독 (42) - 서독 (90) \| \| - 영국 (41) - 그리스 (3) - 헝가리 (1) - 이란 (4) - 이탈리아 (55) - 일본 (90) (개최국) - 조선민주주의인민공화국 (7) - 대한민국 (5) - 레바논 (2) - 리히텐슈타인 (4) - 몽골 (4) - 네덜란드 (13) \| \| - 뉴질랜드 (2) - 노르웨이 (75) - 필리핀 (2) - 폴란드 (51) - 루마니아 (14) - 소련 (84) - 스페인 (3) - 스웨덴 (64) - 스위스 (63) - 미국 (118) - 유고슬라비아 (27) \| |  | |  | |
| - 아르헨티나 (2) - 오스트레일리아 (4) - 오스트리아 (48) - 벨기에 (1) - 불가리아 (5) - 캐나다 (54) - 중화민국 (10) - 체코슬로바키아 (44) - 핀란드 (53) - 프랑스 (43) - 동독 (42) - 서독 (90) |  | - 영국 (41) - 그리스 (3) - 헝가리 (1) - 이란 (4) - 이탈리아 (55) - 일본 (90) (개최국) - 조선민주주의인민공화국 (7) - 대한민국 (5) - 레바논 (2) - 리히텐슈타인 (4) - 몽골 (4) - 네덜란드 (13) |  | - 뉴질랜드 (2) - 노르웨이 (75) - 필리핀 (2) - 폴란드 (51) - 루마니아 (14) - 소련 (84) - 스페인 (3) - 스웨덴 (64) - 스위스 (63) - 미국 (118) - 유고슬라비아 (27) |

## 종목
- 노르딕복합
- 루지
- 바이애슬론
- 봅슬레이
- 스키점프
- 스피드스케이팅
- 아이스하키
- 알파인스키
- 크로스컨트리
- 피겨스케이팅

## 메달 집계
| 순위 | 국가       | 금메달 | 은메달 | 동메달 | 합계 |
| ---- | ---------- | ------ | ------ | ------ | ---- |
| 1    | 소련       | 8      | 5      | 3      | 16   |
| 2    | 동독       | 4      | 3      | 7      | 14   |
| 3    | 스위스     | 4      | 3      | 3      | 10   |
| 4    | 네덜란드   | 4      | 3      | 2      | 9    |
| 5    | 미국       | 3      | 2      | 3      | 8    |
| 6    | 서독       | 3      | 1      | 1      | 5    |
| 7    | 노르웨이   | 2      | 5      | 5      | 12   |
| 8    | 이탈리아   | 2      | 2      | 1      | 5    |
| 9    | 오스트리아 | 1      | 2      | 2      | 5    |
| 10   | 스웨덴     | 1      | 1      | 2      | 8    |

## 대회 이모저모
- 1940년에 삿포로에서 동계 올림픽이 열리기로 했으나, 중일 전쟁의 발발로 개최권을 반납했다.
- 유럽과 미국 이외의 지역에서 처음으로 열린 동계 올림픽 대회이다.
- 네덜란드의 솅크가 남자 스피드 스케이팅 3관왕에 올랐다.
- 스키점프 노멀힐 경기에서 일본 선수들이 금메달, 은메달, 동메달을 휩쓸었다.

| 동계 올림픽   |                                |                 |
| 이전 대회     | 1972년 동계 올림픽 삿포로 1972 | 다음 대회       |
| 그르노블 1968 | 1972년 동계 올림픽 삿포로 1972 | 인스브루크 1976 |